# Haplohyphes aquilonius
Haplohyphes aquilonius är en dagsländeart som beskrevs av Lugo-ortiz och Mccafferty 1995. Haplohyphes aquilonius ingår i släktet Haplohyphes och familjen Leptohyphidae. Inga underarter finns listade i Catalogue of Life.